# Кубок Кремля 2013
Kremlin  Cup 2013 — тенісний турнір, що проходив на закритих кортах з твердим покриттям. Це був 24-й турнір Кубок Кремля серед чоловіків і 18-й серед жінок. Належав до категорії 250 в рамках Туру ATP 2013 і Premier в рамках Туру WTA 2013. Відбувся в Олімпійському спортивному комплексі в Москві (Росія) з 12 жовтня до 20 жовтня 2013 року.

## Очки і призові

### Нарахування очок
| Дисципліна                 | П   | Ф   | ПФ  | ЧФ  | 1/8 | 1/16 | Q   | Q3  | Q2  | Q1  |
| Одиночний розряд, чоловіки | 250 | 150 | 90  | 45  | 20  | 0    | 12  | 6   | 0   | 0   |
| Парний розряд, чоловіки    | 250 | 150 | 90  | 45  | 0   | Н/Д  | Н/Д | Н/Д | Н/Д | Н/Д |
| Одиночний розряд, жінки    | 470 | 320 | 200 | 120 | 60  | 1    | 20  | 12  | 8   | 1   |
| Парний розряд, жінки       | 470 | 320 | 200 | 120 | 1   | Н/Д  | Н/Д | Н/Д | Н/Д | Н/Д |

### Призові гроші
| Дисципліна                 | П        | Ф       | ПФ      | ЧФ      | 1/8     | 1/16   | Q3     | Q2     | Q1   |
| Одиночний розряд, чоловіки | $134,800 | $71,000 | $38,460 | $21,910 | $12,910 | $7,650 | $1,235 | $590   | Н/Д  |
| Парний розряд, чоловіки *  | $40,960  | $21,530 | $11,670 | $6,670  | $3,910  | Н/Д    | Н/Д    | Н/Д    | Н/Д  |
| Одиночний розряд, жінки    | $132,470 | $70,728 | $37,780 | $20,303 | $10,886 | $6,912 | $3,099 | $1,647 | $922 |
| Парний розряд, жінки *     | $41,468  | $22,116 | $12,090 | $6,162  | $3,342  | Н/Д    | Н/Д    | Н/Д    | Н/Д  |

* на пару

## Учасники основної сітки в рамках чоловічого турніру

### Сіяні учасники
| Країна     | Гравець              | Рейтинг1 | Сіяний |
| ---------- | -------------------- | -------- | ------ |
| Франція    | Рішар Гаске          | 10       | 1      |
| Італія     | Андреас Сеппі        | 22       | 2      |
| Сербія     | Янко Типсаревич      | 24       | 3      |
| Україна    | Олександр Долгополов | 34       | 4      |
| Узбекистан | Денис Істомін        | 47       | 5      |
| Аргентина  | Орасіо Себальйос     | 48       | 6      |
| Португалія | Жуан Соуза           | 49       | 7      |
| Франція    | Адріан Маннаріно     | 59       | 8      |

- Рейтинг подано станом на 7 жовтня 2013

### Інші учасниці
Нижче наведено учасників, які отримали вайлдкард на участь в основній сітці:
- Теймураз Габашвілі
- Карен Хачанов
- Андрій Кузнєцов

Нижче наведено гравців, які пробились в основну сітку через стадію кваліфікації:
- Андрій Голубєв
- Аслан Карацев
- Михайло Кукушкін
- Олександр Недовєсов

### Відмовились від участі
До початку турніру
- Микола Давиденко (травма зап'ястка)
- Мартін Кліжан
- Лу Єн-Сун
- Стен Вавринка

### Знялись
- Едуар Роже-Васслен
- Філіппо Воландрі (розтягнення правого стегна)

## Учасники основної сітки в парному розряді

### Сіяні пари
| Країна     | Гравець          | Країна     | Гравець          | Рейтинг1 | Сіяні |
| ---------- | ---------------- | ---------- | ---------------- | -------- | ----- |
| Білорусь   | Макс Мирний      | Румунія    | Горія Текеу      | 50       | 1     |
| Чехія      | Франтішек Чермак | Словаччина | Філіп Полашек    | 110      | 2     |
| Польща     | Томаш Беднарек   | Італія     | Даніеле Браччалі | 112      | 3     |
| Словаччина | Міхал Мертиняк   | Бразилія   | Андре Са         | 134      | 4     |

- 1 Рейтинг подано станом на 7 жовтня 2013

### Інші учасники
Нижче наведено пари, які отримали вайлдкард на участь в основній сітці:
- Віктор Балуда /  Костянтин Кравчук
- Аслан Карацев /  Андрій Кузнєцов

Наведені нижче пари отримали місце як заміна:
- Андрій Голубєв /  Орасіо Себальйос

### Відмовились від участі
До початку турніру
- Альберт Рамос (харчове отруєння)

## Учасниці основної сітки в рамках жіночого турніру

### Сіяні учасниці
| Країна     | Гравчиня             | Рейтинг1 | Сіяна |
| ---------- | -------------------- | -------- | ----- |
| Німеччина  | Анджелік Кербер      | 10       | 1     |
| Італія     | Роберта Вінчі        | 11       | 2     |
| Росія      | Марія Кириленко      | 15       | 3     |
| Сербія     | Ана Іванович         | 16       | 4     |
| Румунія    | Сімона Халеп         | 17       | 5     |
| Іспанія    | Карла Суарес Наварро | 18       | 6     |
| Австралія  | Саманта Стосур       | 20       | 7     |
| Росія      | Світлана Кузнецова   | 22       | 8     |
| Словаччина | Домініка Цібулкова   | 23       | 9     |

- Рейтинг are станом на 7 жовтня 2013

### Інші учасниці
Нижче наведено учасниць, які отримали вайлдкард на участь в основній сітці:
- Аліса Клейбанова
- Ксенія Первак

Нижче наведено гравчинь, які пробились в основну сітку через стадію кваліфікації:
- Софія Арвідссон
- Весна Долонц
- Данка Ковінич
- Аранча Парра Сантонха

Як щасливий лузер в основну сітку потрапили такі гравчині:
- Віра Душевіна

### Відмовились від участі
До початку турніру
- Сара Еррані (травма поперекового відділу хребта)
- Єлена Янкович (травма спини)
- Анджелік Кербер (розтягнення м'язів черева)
- Петра Квітова (травма спини)
- Катерина Макарова (травма правого зап'ястка)
- Уршуля Радванська

### Знялись
- Магдалена Рибарикова (запалення верхніх дихальних шляхів)

## Учасниці основної сітки в парному розряді

### Сіяні пари
| Країна     | Гравчиня          | Країна    | Гравчиня              | Рейтинг1 | Сіяна |
| ---------- | ----------------- | --------- | --------------------- | -------- | ----- |
| Словаччина | Даніела Гантухова | Росія     | Олена Весніна         | 54       | 1     |
| Росія      | Алла Кудрявцева   | Австралія | Анастасія Родіонова   | 68       | 2     |
| Росія      | Віра Душевіна     | Іспанія   | Аранча Парра Сантонха | 72       | 3     |
| США        | Лізель Губер      | Польща    | Алісія Росольська     | 77       | 4     |

- 1 Рейтинг подано станом на 7 жовтня 2013

### Інші учасниці
Пари, що отримали вайлд-кард на участь в основній сітці:
- Буханко Анастасія Володимирівна /  Маргарита Гаспарян

### Знялись
- Даніела Гантухова (травма правої ступні)

## Переможці та фіналісти

### Одиночний розряд, чоловіки
- Рішар Гаске —  Михайло Кукушкін, 4–6, 6–4, 6–4

### Одиночний розряд, жінки
- Сімона Халеп —  Саманта Стосур, 7–6(7–1), 6–2

### Парний розряд, чоловіки
- Михайло Єлгін /  Денис Істомін —  Кен Скупскі /  Ніл Скупскі, 6–2, 1–6, [14–12]

### Парний розряд, жінки
- Світлана Кузнецова /  Саманта Стосур —  Алла Кудрявцева /  Анастасія Родіонова, 6–1, 1–6, [10–8]